# Константин Даласин (дука на Антиохия)
Константин Даласин (на гръцки: Κωνσταντίνος Δαλασσηνός) е виден византийски аристократ от първата половина на XI век. Опитен и популярен пълководец, през 1028 г. той се оказва близо до възкачването на императорския престол чрез брак с императрица Зоя (1028 – 1050). По-късно Константин придружава император Роман III Аргир (1028 – 1034) по време на кампания в Сирия и е обвиняван от някои хронисти за унизителното поражение на императора в битката при Азаз.
Константин Даласин изтърпява дълъг период на затворничество при Михаил IV Пафлагонски (1034 – 1041), който се опасява, че Даласин заговорничи срещу него. Когато наследникът на Михаил бил свален от престола през 1042 г., императрица Зоя поканила Даласин на аудиенция с намерението да се омъжи за него и да го направи император; недоволна от надменното му поведение, тя избира по-отстъпчив мъж в лицето на Константин IX Мономах.

## Биография

### Ранен живот
Константин Даласин е роден верятно между 965 и 970 г.  Син е на антиохийския дука Дамян Даласин († 998 г.) – първия представител на Даласините, засвидетелстван в историческите извори. Известни са още двама братя на Константин – Теофилакт и Роман Даласини. Тримата братя присъстват на злополучната за ромеите битка срещу Фатимидите при Апамея на 19 юли 998 г, в която баща им Дамян е убит, а Константин и брат му Теофилакт попадат в плен. След това двамата братя Даласини са продаденни за 6000 златни динара на фатимидския пълководец Джайш ибн ал-Самсама и прекарват следващите десет години като пленници в Кайро – столицата на халифата, – преди да бъдат откупени през 1008 г.

### Висок ранг
Кариерата на Константин Даласин между 1008 и 1024 г. е неизвестна, но историците предполагат, че през това време той най-вероятно е заемал редица командни постове в армията.  Появява се отново през пролетта на 1024 г., когато заема стария си бащин пост на антиохийски дука с ранг напатрикий - висша почетна титла на империята, която е била ограничена за малък брой привилегировани. Константин се радва на изключително благоволение от страна на император Константин VIII (1025 – 1028), тъй като Даласините са една от малкото влиятелни фамилии, които показали непоколебима лоялност към Македонската династия.  На смъртния си одър Константин VIII призовал Даласин в столицата, за да го ожени за най-голямата си дъщеря Зоя. Константин Даласин потеглил от владенията си в тема Армениакон, но преди да достигне до Константинопол, ситуацията се променила: съветниците на императора, които предпочитали да го наследи слаб владетел, когото биха могли да контролират лесно, убеждават умиращия император да избере за съпруг на дъщеря си Роман Аргир, а на Даласин е наредено да се завърне обратно у дома. 
При Роман III Даласин служи като командир в кампанията от 1030 г. срещу емира на Алепо, която завършва с битката при Азаз. След като отряд византийски разузнавачи са нападнати от засада, Даласин повежда атака срещу арабите, но е победен и бяга обратно в лагера.  Същата нощ Даласин участва в императорски съвет, на който деморализираните византийци решават да изоставят кампанията и да се върнат на византийска територия. Роман също заповядва обсадните му машини да бъдат изгорени.  На 10 август 1030 г. армията напуска лагера си и тръгва към Антиохия. Дисциплината се разпада и арменските наемници използват оттеглянето като възможност да ограбят обоза. Емирът на Алепо предприема атака и императорската армия е разбита, а Константин и Роман се спасяват с бягство. Според хрониста Яхия двама висши командири са убити, а друг е пленен.  Арабските източници и хрониката на Матей от Едеса обвиняват Даласин и неговия заговор срещу Роман за провала на експедицията. 
По време на управлението на наследниците на Аргир, Михаил IV Пафлагон (1034 – 1041) и Михаил V (1041 – 1042), Даласин се очертава като лидер на аристократичната опозиция. Няколко видни анадолски семейства, по-специално могъщите Дука, го подкрепяли напълно; освен това бъдещият император Константин X Дука (1059 – 106) е женен за дъщерята на Даласин. Според историка Михаил Псел Даласин също се е радвал на силна подкрепа от населението в Константинопол и особено от това в някога подчинената му Антиохия.

### Падение
Твърди се, че възцаряването на низшия по произход Михаил IV вбесява Даласин, който се присмивал на новия император като на простак и долнороден. Впоследствие братът на Михаил IV и негов главен министър, Йоан Орфанотроф, се опитва да неутрализира Даласин. С обещание за титли и почести той се опитва да примами в столицата Константин Даласин, който по това време пребивавал в имението си в Армениакон. Първоначално Даласин отказва, но след като получава уверения за сигурността си, гарантирана с клетва върху някои от най-свещените реликви на Империята, той заминава за столицата.  Първоначално с него се отнасят добре, той получава повишение и подаръци, но през лятото на 1034 г. в Антиохия избухва бунт срещу местния управител, брата на Михаил IV Никита. Въстанието е предизвикано от тежките данъци, но Йоан Орфанотроф избира да обвини за него Даласините: Константин Даласин, неговите братя, роднини и други благородници, свързани с тях, включително и неговият зет Константин Дука, са затворени или заточени. 
Самият Константин Даласин първоначално е бил заточен на остров в Мраморно море, но по-късно, за да се предотврати бягството му, е преместен в една от кулите на константинополските стени заедно с Константин Дука, бъдещия император. Воененният опит на Константин Даласин обаче продължавал да бъде толкова високо ценен, че Йоан Орфанотроф обмислял да го изпрати при брат си Константин като военен съветник в кампанията срещу Абасгия. Императорът обаче възприемал Даласин като заклет враг и го оставил в затвора. Една по-късна традиция разказва, че по време на затворничеството на Даласин в столицата императрица Зоя, която все още не била заченала дете, го посещавала тайно с надеждата да забременее от него. По някое време през 1041 г. Константин също бил принуден да стане монах. Сведенията за това обаче са противоречиви: Псел пише, че Михаил V е заповядал това при възцаряването си през декември същата година, но Михаил Аталиат, напротив, разказва, че Михаил V е заповядал освобождаването на Даласин от затвора.

### Предложение за брак
След като Михаил V е свален от власт от народно въстание през април 1042 г., дъщерите на Константин VIII Зоя и Теодора са оставени като фактически владетелки на Византийската империя. Следвайки както обичая, така и собственото си желание, Зоя решава да си избере друг съпруг (трети поред), който също трябвало да стане нов император. Възрастният, но все още красив Константин Даласин, който през 1028 г. едва не станал неин първи съпруг, бил първият избор на императрицата. Той е доведен на аудиенция при импетраицата, но по време на техния разговор неговият независим и решителен маниер не се харесва на Зоя и той е пренебрегнат в полза на по-отстъпчивия Константин Артоклин, с когото според слуховете Зоя се е забавлявала десетилетие по-рано. Съпругата на Артоклин обаче го отровила, преди той да успее да се разведе с нея; така Зоя се омъжва за трети Константин, Константин Мономах, който се възцарява като Константин IX (1042 – 1055 г.). След това Константин Даласин изчезва от изворите.

## Препратки
1. ↑  Cheynet & Vannier 1986, с. 77, 1. — Damien Dalassènos (seconde moitié du Xe siècle).
2. ↑  ODB, с. 578, "Dalassenos".
3. ↑  Cheynet & Vannier 1986, с. 80, 3. — Constantin Dalassènos (Xe - XIe siècle).
4. ↑  Cheynet & Vannier 1986, с. 78, 1. — Damien Dalassènos (seconde moitié du Xe siècle).
5. ↑  Cheynet & Vannier 1986, с. 78, 80, 3. — Constantin Dalassènos (Xe - XIe siècle)), p.82,4. – Théophylacte Dalassènos (première moitié du XIe siècle); PmbZ, Konstantinos Dalassenos (#23940); ODB, с. 578; Krsmanović 2003, Chapter 3.
6. ↑  ODB, с. 578; Cheynet & Vannier 1986, с. 80.
7. ↑  Norwich 1991, с. 269.
8. ↑  Cheynet & Vannier 1986, с. 80; Patlagean 2007, с. 131–132; Treadgold 1997, с. 584.
9. 1 2  Wortley 2010, с. 359–360.
10. 1 2  Zakkar 1971, с. 116.
11. ↑  Cheynet & Vannier 1986, с. 80; Kazhdan & Epstein 1985, с. 64.
12. ↑  Krsmanović 2003, Chapter 4.
13. ↑  Kazhdan & Epstein 1985, с. 64; Cheynet & Vannier 1986, с. 80–81.
14. ↑  Cheynet & Vannier 1986, с. 81; Kazhdan & Epstein 1985, с. 64–65; Patlagean 2007, с. 132–133.
15. ↑  Cheynet & Vannier 1986, с. 81.
16. ↑  Norwich 1991, с. 303.
17. ↑  Patlagean 2007.
18. ↑  Krsmanović 2003, Chapter 4; Cheynet & Vannier 1986, с. 81.
19. ↑  Norwich 1991, с. 306.
20. ↑  Krsmanović 2003, Chapter 4; Cheynet & Vannier 1986, с. 81; Norwich 1991, с. 306; Treadgold 1997, с. 590.